# RFC1
La subunidad 1 del factor C de replicación (RFC1) es una proteína codificada en humanos por el gen RFC1.
La proteína RFC1 es la subunidad grande del factor C de replicación, que es una proteína accesoria de la ADN polimerasa, compuesta por cinco subunidades. El factor C de repliación es una ATPasa dependiente de ADN necesaria en los procesos de replicación y reparación del ADN. Esta proteína actúa como un activador de la ADN polimerasa, uniéndose al extremo 3' de los oligonucleótidos, y promoviendo una síntesis coordinada de las dos hebras de ADN. También podría desempeñar un papel en la estabilidad de los telómeros.

## Interacciones
La proteína RFC1 ha demostrado ser capaz de interaccionar con:
- BRD4[3]
- HDAC1[4]
- RFC3[5][6][7]
- RELA[8]
- PCNA[3][9][10][11][12]